# Carmen, la de Triana
Carmen, la de Triana és una pel·lícula musical hispano-alemanya de 1938 dirigida per Florián Rey i protagonitzada per Imperio Argentina. Està rodada a Alemanya i va simultanejar el seu rodatge amb el d' Andalusische Nächte. Ambdues estan protagonitzades per les mateixes estrelles i tenen el mateix argument, però estan realitzades per diferent equip tècnic i respectivament en castellà i alemany. En 1959 es va realitzar una versió d'aquest film protagonitzada per Sara Montiel, canviant-lo de nom com Carmen la de Ronda. També va ser el punt de partida de la pel·lícula de 1998 La niña de tus ojos, inspirada en el seu rodatge a Alemanya

## Context històric
En començar la guerra i quedar dividida la península, el bàndol franquista es va trobar que la majoria de la indústria cinematogràfica havia quedat en territori republicà, estant en poder nacional només els equips amb què es rodaven El genio alegre, a Còrdova, i Asilo naval, a Cadis. Amb aquesta precarietat de mitjans es va buscar ràpidament infraestructura a Lisboa, Berlín i Roma. El valencià Joaquín Reig va ser enviat a Berlín com a responsable de propaganda, podent realitzar allí la peça més valuosa de la propaganda franquista, un documental de 80 minuts titulat España heroica/Helden in Spanien, rèplica al España 1936 republicà.
El relatiu èxit d'aquest documental i la falta de mitjans haguda a Espanya van donar peu a partir de 1938 a una sèrie de coproduccions germanoespañolas de la mà de les productores Hispano-Film-Produktion, Cifesa i Saturnino Ulargui. En total es van produir cinc llargmetratges de ficció de fort color local espanyol: Carmen la de Triana (1938) y La canción de Aixá (1938), ambdós de Florián Rey i amb Imperio Argentina com a protagonista, i El barbero de Sevilla (1938), Suspiros de España (1938) i Mariquilla Terremoto (1939), els tres de Benito Perojo i amb Estrellita Castro.

## Argument
L'acció té lloc a Sevilla en 1835, on la gitana Carmen pretén entrar en la caserna de Dragons per a portar-li tabac a Antonio Vargas Heredia, “flor de la raça calé”, un torero que la festeja. Gràcies al favor del brigadier José, aconsegueix veure al torero, i en agraïment, oferirà al militar un clavell que porta al pèl, no sense abans advertir a tots, a viva veu, que aquesta nit cantarà al local del Mulero. José anirà allí a veure-la, i mentre Carmen canta, una altra dona roba el clavell que la gitana ha regalat al Dragó. Aquesta ho observa des de l'escenari; en acabar, l'arrenca de les mans de l'altra, origen d'un enfrontament que acabarà amb una agressió de Carmen, que talla la cara del seu rival. José deurà llavors complir una penosa ordre: portar detinguda a Carmen a la caserna. Carmen al·lega que primer ha de passar per la seva casa per canviar-se de roba i aquí s'ofereix apassionadament al militar, que la deixa escapar. Els seus superiors, en assabentar-se del seu incompliment del deure l'arresten i el traslladen al castell de Gibraltar, però és alliberat per una banda de contrabandistes. Aquests el porten a un refugi on es troba amb Carmen. Comença així una nova vida com a pròfug, però aviat serà ferit per una partida de Dragons. Veient-se Carmen responsable del dolor del seu estimat i després d'haver-se-li augurat un futur de sang a causa d'una maledicció per una altra gitana, decideix renunciar al seu amor i tornar a Sevilla. Aquí es trobarà entre els seus dos amors, el pròfug José i el torero Antonio, als qui ha de calmar perquè no arribin a les mans. Però la maledicció anunciada és certa i durant una corrida mentre Antonio recull un clavell llançat per Carmen és envestit i mort pel toro. Paral·lelament, José, sabedor per un contrabandista que preparen una emboscada per delmar als dracs, adverteix als seus antics companys del perill. Morirà, tanmateix, per un tret d'un contrabandista. La pel·lícula finalitza amb Carmen entrant a la caserna com al principi del film portant flors al fèretre de José, a qui han restituït el grau a títol pòstum.

## Fitxa tècnica
- Producció: Friedrich Pflughaupt per Hispano Film Produktion/U.F.A. (Babelsberg,Berlín)
- Direcció: Florián Rey
- Direcció artísticaː Juan Lafita y Díaz
- Guió: Florián Rey sobre l'obra de Prosper Merimée
- Fotografia: Reimar Kuntze
- Muntatge: J. Rosinski
- Música i cançons: J.Muñoz Molleda i J.Mostazo
- Lletristes: Kola, Padilla, Rey y Perelló
- Decorats: Sigfredo Burmann
- Duració: 96 minuts
- Ajudants de direcció: Julio Roos i Juan Francisco Blanco

## Repartiment
- Imperio Argentina... Carmen
- Rafael Rivelles... José Navarro
- Manuel Luna... Antonio Vargas Heredia
- Pedro Fernández Cuenca ... Juan
- Pedro Barreto ... Salvador
- Margit Symo... Dolores
- Alberto Romea... Comandante Ramirez
- J. Noé de la Peña ... Triqui
- José Prada... Dargento Garcia
- Anselmo Fernández ... Miguel
- Juan Laffita Díaz ... Mulero
- Julio Roos ... Capitán Moraleda
- Ramón Montoya... Guitarrista
- Carlos Montoya... Guitarrista

## Llista de cançons
Carmen la de Triana presenta un limitat número de temes tot i tractar-se d'un musical. En algunos casos, las cançons es repeteixen
- Carceleras del Puerto (Joaquín de la Oliva/Maestro Mostazo)
- Los piconeros (Ramón Perelló y Ródenas/ Maestro Mostazo)

Ramón Perelló i Juan Mostazo ja havien compost els temes de la pel·lícula Morena Clara. Florián Rey va tornar a requerir-li per al tema principal de la pel·lícula. Curiosament, Perelló era un conegut anarquista i seguidor de la causa republicana. Això no va impedir que el front nacional li sol·licités per a treballar al cinema oficial franquista.
- Antonio Vargas Heredia (Joaquín de la Oliva/Maestro Mostazo/Francisco Merenciano)
- Triana, Triana (Maestro Mostazo/Quintero y Guillén)